# Golinga
Ne doit pas être confondu avec Gotinga.
Golinga est une localité située dans le département de Garango de la province du Boulgou dans la région Centre-Est au Burkina Faso.

## Géographie
Golinga a été administrativement détaché de Lergho (tout comme les villages de Zangoula, Gotinga et Yaza) vers 2012, l'ensemble des localités regroupant 4 155 habitants dénombrés lors du dernier recensement général de la population en 2006

## Économie
L'agriculture est l'activité principale du village.

## Santé et éducation
Le centre de soins le plus proche de Golinga est le centre de santé et de promotion sociale (CSPS) de Lergho tandis que le centre médical avec antenne chirurgicale (CMA) se trouve à Garango.
Le village ne possède pas d'école, les élèves devant se rendre à Lergho.